# Проскура, Илья Павлович
Илья Павлович Проскура (1 августа 1922, Клепечиха, Алтайская губерния — 28 декабря 1988) — советский учёный в области кормопроизводства, доктор сельскохозяйственных наук (с 1970 года), профессор (с 1972), академик ВАСХНИЛ (с 1985 года).

## Биография
Родился 1 августа 1922 года в селе Клепечихе (ныне — Поспелихинский район Алтайского края). В 1951 году окончил Львовский сельскохозяйственный институт.
В 1951-1952 годах работал преподавателем основ земледелия школы механизации сельского хозяйства в селе Оброшине Львовской области.
В 1952-1959 годах — младший научный сотрудник, в 1959-1963 годах — старший научный сотрудник отдела растениеводства, в 1963—1965 годах — заведующий отделом зернобобовых культур, в 1965-1970 годах — заведующий отделом мелиорации и освоению осушенных земель НИИ земледелия и животноводства западных районов УССР.
Был заместителем председателя Агрономической совета Южного отделения ВАСХНИЛ, одновременно заведовал лабораторией зернобобовых культур Украинского НИИ земледелия (1970-1973; 1980-1982 годы). В 1973-1980 годах — директор Украинского НИИ кормов. В 1980-1982 годах — заместитель председателя Президиума Южного отделения ВАСХНИЛ. В 1982-1988 годах — академик-секретарь Отделения кормопроизводства ВАСХНИЛ.
Умер 28 декабря 1988 года. Похоронен в Киеве на Байковом кладбище (участок № 52).

## Научная деятельность
Был разработчиком научных основ повышения урожайности кормовых культур. Занимался вопросами увеличения производства растительного белка за счет совершенствования структуры посевных площадей, выращивания кормовых культур в чистых, смешанных и повторных посевах. Исследовал рациональное сочетание биологического и минерального азота при выращивании зерновых бобовых культур. Один из авторов новых сортов озимой вики «Ставчанка», люпина «Рокинский-58», зерно-откосного гороха «Подольский».
Впервые в условиях западных районов Украины провел широкие исследования биологии роста, развития и семенной продуктивности новых сортов кормового люпина, разработал и научно обосновал приемы возделывания этой культуры. Под его руководством разработаны рекомендации по выделению кормопроизводства в самостоятельную специализированную отрасль.
Имел шесть авторских свидетельств на изобретения. Автор более 200 научных трудов, в том числе около 40 книг и брошюр. Среди них:
- Кормовой люпин — источник белковых кормов. — М., 1967. — 7 с;
- Люпин / соавтор: Д. К. Валовченко и проч. — Киев, 1979. — 141 с;
- Производство и рациональное использование кормового протеина / соавтор.: Н. И. Толкач и другие — Киев: Урожай, 1979. — 407 с;
- Организация кормовоі базы: производство кормов / соавтор: Г. П. Квитко и іншші — Киев, Урожай, 1982. — 231 с;
- Пути увеличения производства растительного кормового белка / соавтор: Ю. К. Новоселов, Г. Д. Харьков. — М.: Знание, 1988. — 64 с.

## Награды
Награждён орденами «Знак Почета» (1977), Отечественной войны II степени (1985), 11 медалями СССР, почетными грамотами Президиума ВАСХНИЛ.